# 官场现形记 (电视剧)
《官场现形记》是1997年一部由上海电视台制作、侯克明导演的电视剧，主演孙敏、赵屹鸥、牛犇。根据清朝末年四大谴责小说之一的《官场现形记》改编，将原著分散的故事整合为三个主人公的故事。

## 演员表
- 孙敏 饰 方元
- 赵屹鸥 饰 赵温
- 牛犇 饰 冒得官（贺根）
- 陈述 饰 巡抚
- 陈奇 饰 赵温母
- 稽启明 饰 钱典史
- 石敏 饰 魏戈子
- 王鹤鸣 饰 杨狗子
- 范晓波 饰 吕氏
- 宋光华 饰 荀氏
- 陆野 饰 朱骆驼
- 黄宗洛 饰 黄胖姑
- 李翔 饰 刘厚守
- 吕齐 饰 周中堂
- 蓝天野 饰 华中堂
- 郑榕 饰 刘中堂
- 王瞳 饰 徐中堂
- 赵健 饰 黑八哥
- 李丁 饰 黑大叔
- 吴慈华 饰 汤升
- 李维真 饰 贾署院
- 仲星火 饰 湍制台
- 严顺开 饰 巡抚
- 石灵 饰 魏翩纫
- 陶由 饰 刘账房
- 王明道 饰 仇来西
- 金关虎 饰 杨翻译
- 黄丽娅 饰 陆兰芬
- 宋林林 饰 雷登
- 严志平 饰 黄三溜子
- 马翎雁 饰 阿土
- 赵桐光 饰 胡巡捕
- 于建福 饰 跟班
- 杨宝河 饰 羊统领
- 项奇 饰 老汉
- 章非 饰 提督
- 朱亚英 饰 六姨太
- 陶醉娟 饰 冒太太
- 屠茹英 饰 冒姨太
- 许琰 饰 小云
- 薛沐 饰 巡抚
- 顾东一 饰 王差官
- 冯奇 饰 贾制台
- 仲付强 饰 朱德贵
- 战车 饰 申守尧
- 陆守明 饰 申夫人
- 吴云芳 饰 荐头
- 倪以临 饰 方妻
- 张启德 饰 戴升
- 吴素秋 饰 二姨太
- 刘学询 饰 李四
- 李慧侠 饰 田妈
- 温锡莹 饰 巡抚
- 徐才根 饰 讨债人
- 赵艳红 饰 赵太太
- 李传缨 饰 尹子崇
- 宋扬 饰 翻译
- 臧宝来 饰 胡巡捕
- 江俊 饰 制台
- 宋连庠 饰 上海道
- 石灵 饰 买办
- 周中庸 饰 师爷
- 蒋天流 饰 大太太
- 李晨涛 饰 十七姨
- 马翎雁 饰 十八姨
- 盛亚人 饰 六姨
- 赵蓉蓉 饰 十二姨
- 张引棣 饰 七姨
- 王本华 饰 三姨
- 宋妙来 饰 差官
- 凌云 饰 名医
- 张萍华 饰 老妈
- 李定保 饰 袁制台
- 顾也鲁 饰 巡抚
- 凌月刚 饰 田乙
- 鲁梦清 饰 金红玉
- 乔郅 饰 红玉妈
- 孙仲伟 饰 报馆主笔
- 冯冰 饰 抚台太太
- 王琪 饰 周老爷
- 李虹 饰 洋务书办
- 洪宝坤 饰 巡捕
- 于飞 饰 洋领事
- 舒適 饰 王爷
- 夏克强 饰 洋务老总
- 徐平 饰 藩台
- 杨华生 饰 新任巡抚
- 魏启明 饰 胡统领
- 许承先 饰 庄知县
- 张鸿鑫 饰 王侍郎
- 胡庆树 饰 肖长跪
- 蒋雨廷 饰 翻译
- 白涛 饰 洋提督
- 顾守彩 饰 龙珠
- 李建华 饰 文秀才
- 郑毓芝 饰 文母
- 姚名荣 饰 醉翁
- 叶苞蓓 饰 庄太太
- 江一苹 饰 二姨太
- 王惠钧 饰 三姨太
- 章静 饰 四姨太
- 李丁 饰 公公
- 夏天 饰 钦差大臣
- 嫩娘 饰 巡抚太太
- 余娅 饰 宝丫头
- 叶小铿 饰 副钦差
- 叶盟 饰 老妈子
- 董霖 饰 过道台
- 唐群 饰 过夫人
- 俞建国 饰 范颜清
- 李继东 饰 钦差巡捕

## 主題歌
片头曲
演唱傅子明
- 见面就磕头
- 走时忙作揖
- 端茶便送客
- 升官才道喜
- 七六五四三二一
- 道台藩台臬台抚台
- 最大最大是皇帝
- 跪着叫大人
- 坐着称兄弟
- 击鼓喊升堂
- 背后暗送礼
- 一二三四五六七
- 状敬文仪门包润笔
- 银子真是好东西
- 巡抚打红伞
- 衙役喊回避
- 手上套扳指
- 腰里别玉系
- 烟枪侍女太师椅
- 卑职标下小人奴才
- 心里心里谁服气
- 红轿蓝轿绿呢轿
- 红顶蓝顶还有素金顶
- 紫蟒袍那个蓝马褂
- 闹一处官场现形记

片尾曲
演唱黄志健、小荧星合唱团
- 光绪年，古怪多！
- 你听我来说一说:
- 公鸡下了蛋 鲤鱼爬上坡
- 老母鸡变成鸭 老鼠当街过
- 从来只听说过狗咬人
- 而今却看到了人咬狗.
- 现时代，古怪多
- 你听我来说一说:
- 扁担上了房 灯草打破锅
- 水井里能翻船 河里能着火
- 明明是人偏要装作鬼
- 明明是鬼却偏要装作人